# 당명
당명(일본어: 唐名 とうめい[*], 일본어: 唐名 からな[*])이란 일본의 율령제에서 관직명 및 부처명을 그와 대응하는 동시대 중국의 명칭으로 일컬은 별명이다.
8세기 전반 다이호 율령 및 요로 율령에 의해 이관팔성의 직제가 정비되어 백관의 직위가 제정되었다. 그 이전에도 당명은 별칭으로 사용되었으나, 당나라 문화에 심취한 후지와라노 나카마로가 집권을 잡은 758년, 백관의 이름이 아예 당명으로 개칭하는 개역(改易)이 이루어졌다.
| 개역전         | 개역후         |  | 개역전   | 개역후         |  | 개역전     | 개역후         |  | 개역전     | 개역후             |
| -------------- | -------------- |  | -------- | -------------- |  | ---------- | -------------- |  | ---------- | ------------------ |
| 태정관         | 건정관(乾政官) |  | 태정대신 | 태사(大師)     |  | 좌대신     | 대부(大傅)     |  | 우대신     | 대보(大保)         |
| 대납언         | 어사대부       |  | 자미중태 | 곤궁관(坤宮官) |  | 중무성     | 신부성(信部省) |  | 무부성     | 문부성(文部省)     |
| 치부성         | 예부성(礼部省) |  | 민부성   | 인부성(仁部省) |  | 병부성     | 무부성(武部省) |  | 형부성     | 의부성(義部省)     |
| 대장성         | 절부성(節部省) |  | 궁내성   | 지부성(智部省) |  | 탄정태     | 규정태(糺政台) |  | 도서료     | 내사국(内史局)     |
| 음양료         | 대사국(大史局) |  | 중위부   | 진국위(鎮国衛) |  | 대장(大将) | 대위(大尉)     |  | 소장(少将) | 효기장군(驍騎将軍) |
| 원외(員外)소장 | 차장(次将)     |  | 위문부   | 사문위(司門衛) |  | 위사부     | 용사위(勇士衛) |  | 병위부     | 호분위(虎賁衛)     |

※木本2011、116頁。
764년 나카마로가 실각한 이후 개역은 취소되어 각 명칭은 이전으로 복귀했지만 당명은 이후에도 별명으로 사용되었다. 나라 시대 후반에서 헤이안 시대에 걸쳐 설치된 다양한 영외관에게도 당명이 붙여졌다. 그러나 당명은 율령의 본가인 중국의 직제와 완전히 일치하지 않기 때문에 반드시 일대일대응하는 것은 아니다. 따라서 일부 직제가 동일한 당명으로 불릴 수도 있으며, 반대로 하나의 직제에 여러 당명이 있는 경우도 있다. 당명은 조정의 공식적인 문서에 사용되거나 하지는 않았지만, 편지, 일기, 한시 등 사적 문서에 자주 사용되었다.
메이지 18년 내각제도가 발족한 이후에도 당명의 전통이 이어져 내각총리대신을 "수상", 외무대신을 "외상" 등으로 불렀다. 또한 추밀원을 "추부", 추밀원 의장을 "추상"이라고 부르는 등 아무개 고관을 아무개 상(相)이라고 부르는 관습이 오늘날 일본 문화에까지 완전히 정착해 있다.